# Universidad Autónoma del Estado de Quintana Roo
La Universidad Autónoma del Estado de Quintana Roo (UQROO) es la principal universidad pública del estado de Quintana Roo, con sede en la ciudad de Chetumal así como unidades académicas en la isla de Cozumel, la ciudad de Playa del Carmen y en Cancún. Ofrece 16 carreras en la Unidad Académica de Chetumal, 5 en la Unidad Académica de Cozumel,  4 en la Unidad Académica de Playa del Carmen y 4 en la Unidad Académica de Cancún. Una de sus ultimas sedes se encuentra en el municipio de  Felipe Carrillo Puerto, contando con la carrera de Antropología Social.
La Secretaría de Educación Pública (SEP) ubicó a la Universidad de Quintana Roo (UQROO) entre las mejores instituciones de educación superior del país en el análisis de la situación actual de las Universidades Públicas Estatales de México 2016 realizado por la Dirección General de Educación Superior Universitaria. La UQROO tiene el 93 por ciento de su matrícula inscrita en programas evaluables acreditados como de buena calidad, cifra que ha ido en ascenso respecto de septiembre de 2015, cuando reportaba el 75.2 por ciento.
La Universidad de Quintana Roo es miembro del Consorcio de Universidades Mexicanas -CUMEX- que aglutina a las 38 instituciones mejor calificadas por número de profesores investigadores en el Sistema Nacional de Investigadores.
En el año 2014, figuró en el Qs Top Universities, dentro de la clasificación de las mejores 300 universidades de América Latina.

## Historia
Creada el 31 de mayo de 1991, por decreto del Gobernador del Estado de Quintana Roo, Miguel Borge Martín, y del Presidente Carlos Salinas de Gortari
. Inicia labores en septiembre de 1991, con un bloque de cursos que fueron diseñados para preparar a estudiantes a enfrentar los retos de la educación superior. Una vez terminados los cursos, los estudiantes (cerca de 600) tomaron la evaluación de admisión.
En febrero de 1992 la UQROO dio inicio a los cursos de nivel licenciatura.
En 1998, se estableció la Unidad Académica de Cozumel, la cual abrió formalmente sus actividades el 28 de agosto de ese año.
En 2009, se estableció el campus Riviera maya con sede en playa del Carmen. Ese mismo año se abrieron también las licenciaturas de Medicina, Enfermería y Farmacia en el Campus Chetumal. En octubre de 2010, se inauguró el edificio de la División de Ciencias de la Salud en la misma ciudad, con lo cual las carreras de Medicina, Enfermería y Farmacia fueron trasladas a dicho edificio.
La Universidad de Quintana Roo es el centro académico en su tipo más joven del país. Su creación responde a un viejo anhelo de los Quintanarroenses de contar con un centro de educación superior para formar profesionales en las áreas sociales, las humanidades, las ciencias básicas y las áreas tecnológicas de mayor demanda y consumo en esta época de alta competitividad.
Su creación hizo acopio de las invaluables experiencias acumuladas en los últimos setenta años de la educación superior y se incorporaron innovadores conceptos con objeto de convertirla en una universidad de excelencia en México y la Cuenca del Caribe. De conformidad con lo establecido en el Artículo 3 de su Ley Orgánica, la Universidad de Quintana Roo tiene los siguientes fines:
a) Impartir educación superior en los niveles de licenciatura, estudios de postgrado, cursos de actualización y especialización bajo diferentes modalidades de enseñanza para formar profesionistas, profesores e investigadores que requiere el Estado de Quintana Roo, la región y el país. Ello mediante la formación de individuos de manera integral con clara actitud humanista, social y científica, dotados de espíritu emprendedor, innovador y de logro de objetivos; encauzados a la superación personal, comprometidos con el progreso del ser humano, del aprecio a la patria y a la conciencia de responsabilidad social.
b) Organizar, fomentar y generar nuevos conocimientos mediante programas de investigación científica, humanística, social, cultural y de desarrollo tecnológico, buscando resolver las necesidades de la sociedad quintanarroense y del país en general.
c) Organizar, fomentar y realizar programas y actividades relacionadas con la creación artística, la difusión y extensión de los beneficios de la cultura que propicien el avance en su conocimiento y desarrollo.
d) Contribuir a la preservación, enriquecimiento y difusión del acervo científico, cultural y natural del Estado de Quintana Roo, de la región y del país De naturaleza eminentemente social que propicia la participación de la sociedad a través de sus opiniones, demandas y requerimientos sociales. Con un sistema financiero diversificado que no sólo estimula la generación de ingresos propios sino que propicia una mayor participación social en el financiamiento de la universidad.
Con una misión social enfocada a atender las demandas de Quintana Roo y del sureste mexicano. Con proyección hacia Centroamérica y el Caribe. Evaluación permanente en búsqueda de una superación institucional y de mayor respuesta social. Con un proyecto educativo innovador basado en la formación integral del estudiante y en el logro académico individual.

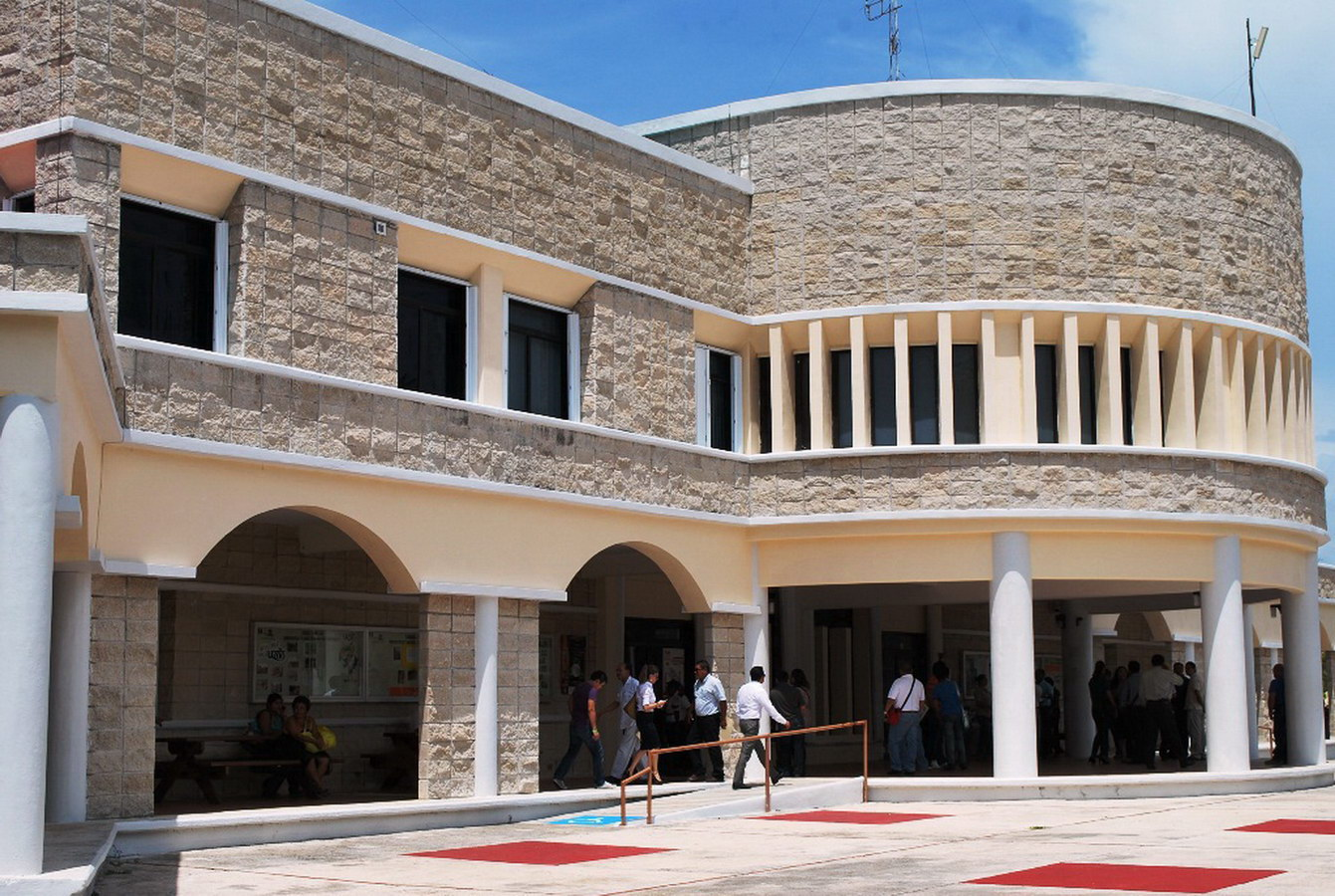
Edificio principal (rectoría)
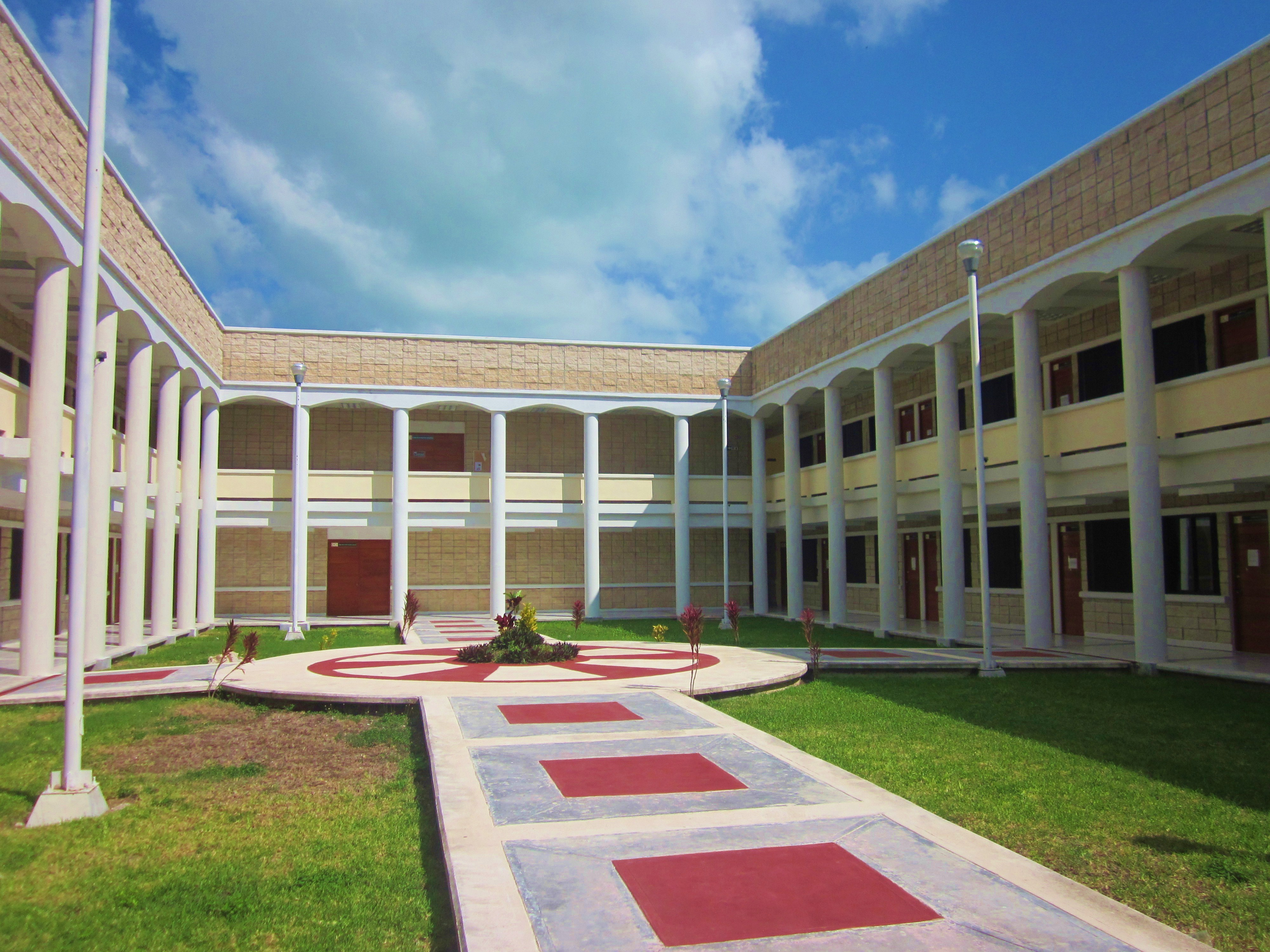
División de Ciencias e Ingenierías
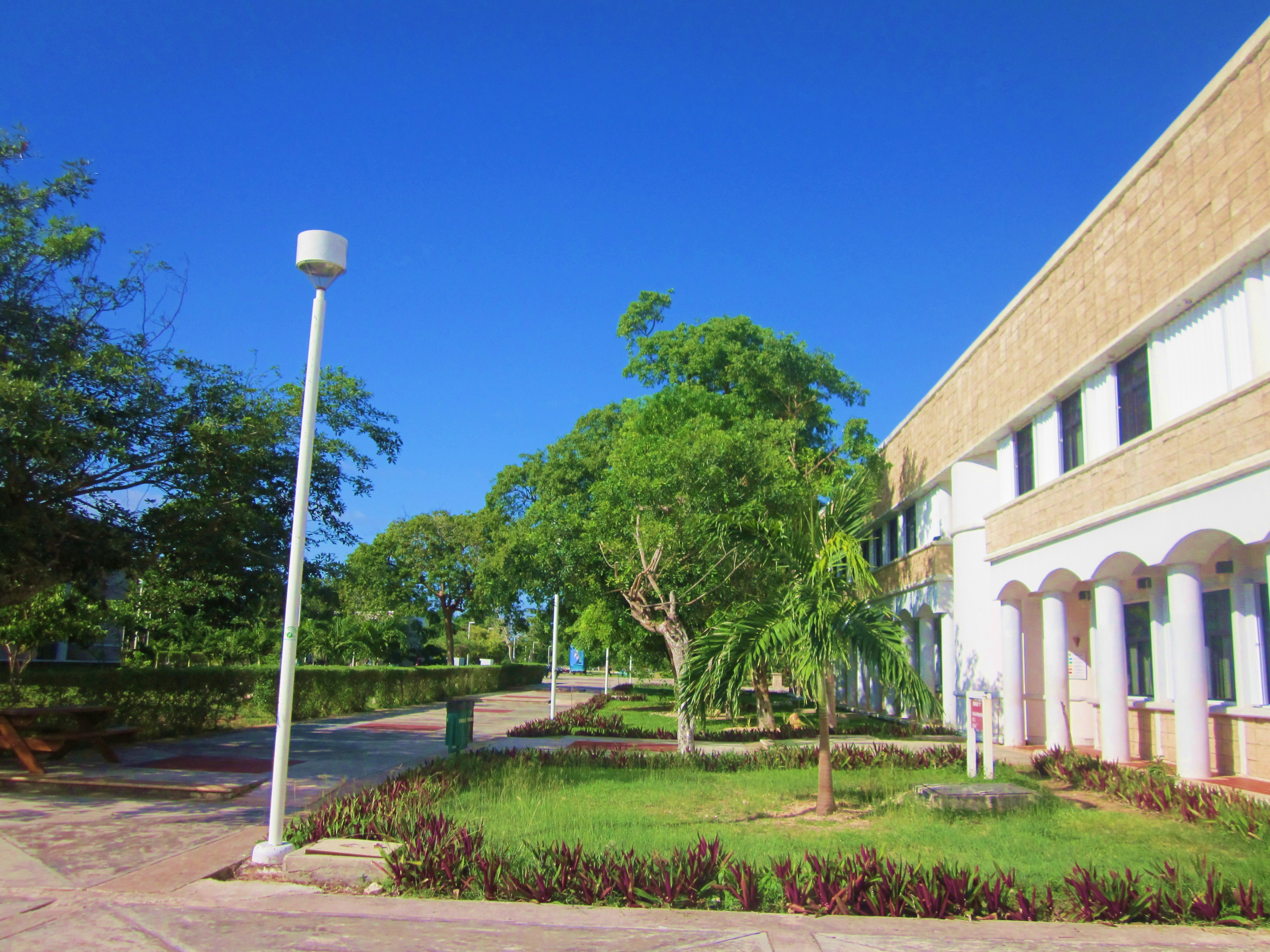
Jardines y andadores
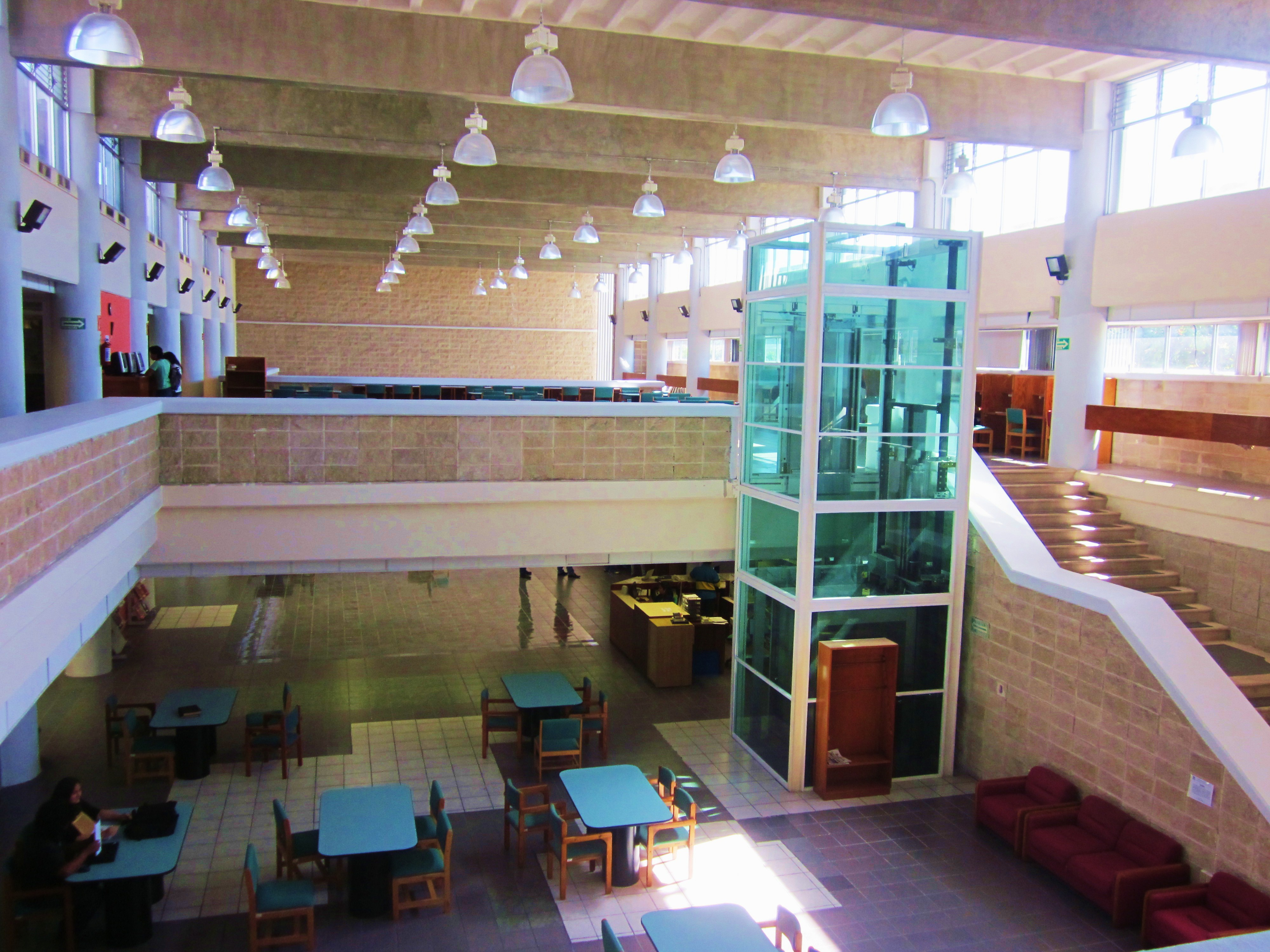
Biblioteca

## Modelo Educativo
La definición de este modelo educativo tiene como punto de partida la existencia de una filosofía institucional, expresada en su Ley Orgánica, su definición de lo que es (su misión) y de lo que aspira a ser (su visión), así como de los valores y principios que deben sostener ese proyecto educativo.
El artículo 3º de la Ley Orgánica, fracción I, precisa: Impartir educación superior en los niveles técnicos, de licenciatura, estudios de posgrado, cursos de actualización y especialización mediante las diferentes modalidades de enseñanza, para formar los profesionistas, profesores e investigadores que requiere el Estado de Quintana Roo, la región y el país, en su armónico desarrollo socioeconómico y cultural. La formación de los individuos se orientará a ser integral, con clara actitud humanística, social y científica; dotados de espíritu emprendedor, innovador y de logro de objetivos; encauzados a la superación personal, comprometidos con el progreso del ser humano, de amor a la patria y a la conciencia de responsabilidad social. 
La Ley Orgánica establece con claridad la finalidad principal de la UQROO, formar recursos humanos. Los rasgos que esa formación debe tener y las capacidades y valores que debe proporcionar para que esos recursos humanos puedan contribuir al desarrollo del estado, de la región y el país son considerados en la misión de nuestra universidad: 
Formar profesionistas comprometidos con el progreso del ser humano y el amor a la patria, a través de un modelo educativo integral que mediante diferentes modalidades de enseñanza-aprendizaje fomente y desarrolle valores, actitudes y habilidades que les permita integrarse al desarrollo social y económico en un ambiente competitivo; generar y aplicar conocimientos innovadores útiles a la sociedad a través de una vigorosa vinculación; preservar los acervos científicos, culturales y naturales; intercambiar conocimientos y recursos con instituciones nacionales e internacionales para aprovechar las oportunidades generadas en el mundo, con la firme intención de contribuir al desarrollo sustentable, así como al fortalecimiento de la cultura e identidad de Quintana Roo y México [sigc, 2010]. 
Los valores y actitudes también se mencionan en la misión que caracteriza al proyecto universitario. Estos se definen con precisión en el Sistema Institucional de Gestión de la Calidad (SIGC), justicia, libertad, honestidad, respeto, ética, liderazgo, eficiencia, superación, unidad y comunicación. Igualmente; y se explicitan los principios fundamentales que orientan las funciones básicas de la UQRoo desde su creación: calidad, vinculación, multidisciplina, innovación, y dos más en la actualidad, transparencia y flexibilidad. Diez valores y actitudes precisos, así como seis principios transversales que guían la vida universitaria de la UQRoo.

## Organización
La estructura orgánica está constituida de acuerdo a la Ley Orgánica de la Universidad de Quintana Roo en las siguientes autoridades:
Artículo 7º.- El gobierno de la Universidad queda encomendado a las siguientes autoridades:
1. La Junta Directiva;
2. El Consejo Universitario;
3. El Rector;
4. Los Consejos Académicos;
5. Los Coordinadores de Unidad;
6. Los Consejos de División;
7. Los Directores de División;
8. El Patronato.

### Junta Directiva
Corresponde a la Junta Directiva:
1. Nombrar al Rector, resolver acerca de su renuncia o licencia; y removerlo por causa grave y justificada que la Junta apreciará discrecionalmente; para el ejercicio de las facultades que esta fracción le concede, la Junta explorará en la forma que estime prudente, la opinión de los universitarios;
2. Designar a los integrantes del Patronato, a los Coordinadores de Unidad y a los Directores de División, de las ternas que presente el Rector, igualmente resolver acerca de su renuncia; y en su caso, removerlos por causa grave y justificada, apreciada discrecionalmente;
3. Resolver en definitiva cuando el Rector vete los acuerdos del Consejo Universitario, o cuando los Coordinadores de Unidad veten los acuerdos de los Consejos Académicos;
4. Conocer y resolver en definitiva, como última instancia, los conflictos que se presenten entre las distintas autoridades universitarias;
5. Ejercer el derecho de iniciativa ante el Consejo Universitario en las materias de su competencia;
6. Resolver la separación definitiva de cualquiera de sus miembros, por haber incurrido en conducta grave que atente contra los fines y principios de la Universidad,
7. Expedir su reglamento interior.

### Consejo Universitario
Son atribuciones del Consejo Universitario:
1. Expedir y aprobar todas las normas y disposiciones generales destinadas al mejoramiento de la organización y funcionamiento académico, técnico y administrativo de la Universidad;
2. Designar a los integrantes de la Junta Directiva, correspondientes al personal académico de la Universidad;
3. Aprobar la creación, modificación o supresión de carreras de licenciatura y de posgrado;
4. Aprobar, modificar o suprimir los planes, proyectos y programas para el desarrollo de la Universidad, los planes y programas académicos, de investigación, de difusión y extensión de la cultura, así como, los mecanismos, criterios y periodicidad de la planeación y evaluación institucional;
5. Establecer, a propuesta del Rector, y con el dictamen del Patronato, las unidades y dependencias académicas que requiera en las distintas ciudades o regiones del Estado, con base en las necesidades sociales detectadas, a los estudios de factibilidad realizados, y contando con los recursos financieros que lo hagan posible;
6. Crear, modificar o suprimir, a propuesta del Rector, las Divisiones y demás elementos de la organización académica, para el cumplimiento de los fines de la Universidad;
7. Autorizar el presupuesto anual de la Universidad, así como la cuenta del ejercicio del año anterior, dictaminada por el Auditor Externo;
8. Designar al Auditor Externo de la Universidad, a propuesta del Patronato;
9. Designar a los miembros de la Junta Directiva, que le correspondan;
10. Conocer los informes de la Junta Directiva, del Rector, del Patronato y otros, conforme a las disposiciones de esta ley y demás normatividad aplicable;
11. Conferir grados académicos a propuesta del Rector;
12. Conocer y resolver, en primera instancia, las controversias que puedan presentarse entre autoridades, profesores y alumnos de la Universidad y establecer las sanciones por violaciones a esta Ley;
13. Las demás que esta Ley y la reglamentación interna de la Universidad le otorguen y, en general, conocer y resolver cualquier asunto que no esté atribuido a otra autoridad universitaria.

### Rectoría
Artículo 23º.- El Rector es el representante legal de la Universidad y Presidente del Consejo Universitario. 
Durará en su cargo cuatro años y podrá ser reelecto por una sola vez. (Ley Orgánica de la Universidad de Quintana Roo)
- 1991-1993: Dr. Enrique Carrillo Barrios Gómez
- 1993-1994: Ing. Enrique Peña Alba
- 1994-2002: Lic. Efraín Villanueva Arcos
- 2002-2005: Dr. Francisco Rosado May
- 2005-2011: Dr. José Luis Pech Várguez
- 2011-2015: Mtra.Elina Elfi Coral Castilla
- 2015-2019: Dr. Ángel Ezequiel Rivero Palomo
- 2019-2023 Mtro. Francisco Xavier López Mena
- 2023-2027 Dra. Consuelo Natalia Fiorentini Cañedo.

En el periodo rectoral del Dr Francisco J. Rosado May, la UQRoo obtuvo el nivel I de los CIEES, el nivel de calidad académica más alta, en el cien por ciento de los programas educativos. En 2005 solamente la Universidad de Yucatán y la Universidad Autónoma de Nuevo León tenían el mismo porcentaje de programas educativos de calidad. En 2004 la UQRoo obtuvo la certificación ISO 9001-2000 del cien por ciento de los procesos administrativos y de gestión universitaria. Estos logros coadyuvaron a que en 2005 la UQRoo fuese admitida como integrante del Consorcio de Universidades Mexicanas de Calidad

## Doctorado Honoris Causa
El Doctorado Honoris Causa es un título honorífico que conceden las universidades a las personalidades que han alcanzado la virtud con base en sus logros, los cuales han permeado en sus semejantes y en sí mismos; con base en este mérito y en sus acciones de servicio han trascendido a las familias, personas, instituciones
Mtra. Elina Elfi Coral Castilla - Rectora

Se ha otorgado a cuatro personas.
- 2009 - Carlos Fuentes
- 2010 - Miguel Borge Martín
- 2011 - José Narro Robles
- 2013 - Luis de la Hidalga y Enríquez

## Oferta Académica

### Profesional Asociado

#### Unidad Académica Chetumal
- Profesional Asociado en Redes de Cómputo
- Profesional Asociado en Turismo Alternativo

#### Unidad Académica Cozumel
- Licenciatura en Gestión de Servicios Turísticos
- Licenciatura en Manejo de Recursos Naturales
- Licenciatura en Mercadotecnia y Negocios
- Licenciatura en Lengua Inglesa

### Licenciaturas e Ingenierías

#### Unidad Académica Chetumal

##### División de Ciencias e Ingeniería (DCI)
- Ingeniería Ambiental
- Ingeniería en Sistemas de Energía
- Ingeniería en Redes
- Licenciatura en Manejo de Recursos Naturales

##### División de Ciencias Políticas y Humanidades (DCPH)
- Licenciatura en Gobierno y Gestión Pública
- Licenciatura en Humanidades
- Licenciatura en Lengua Inglesa
- Licenciatura en Relaciones Internacionales
- Licenciatura en Turismo

##### División de Ciencias Sociales y Económico Administrativas (DCSEA)
- Licenciatura en Antropología Social
- Licenciatura en Derecho
- Licenciatura en Economía y Finanzas
- Licenciatura en Seguridad Pública
- Licenciatura en Sistemas Comerciales

##### División de Ciencias de la Salud (DCS)
- Licenciatura en Medicina
- Licenciatura en Enfermería
- Licenciatura en Farmacia

#### Unidad Académica Cozumel

##### División de Desarrollo Sustentable (DDS)
- Licenciatura en Gestión de Servicios Turísticos
- Licenciatura en Manejo de Recursos Naturales
- Licenciatura en Sistemas Comerciales
- Licenciatura en Lengua Inglesa
- Licenciatura en Tecnologías de Información

#### Unidad Académica Playa del Carmen
- Licenciatura en Gobierno y Gestión Pública
- Licenciatura en Administración Hotelera
- Ingeniería Empresarial
- Derecho

#### Unidad Académica Cancún
- Licenciatura en Administración Hotelera
- Licenciatura en Derecho
- Ingeniería en Redes
- Licenciatura en Mercadotecnia y Negocios

### Posgrados

#### Unidad Académica Chetumal
- Maestría en Economía del Sector Público (PNPC)
- Programa de Maestría en Ciencias Sociales
- Programa de Posgrado en Planeación
- Maestría en educación menciones en Tecnología educativa y Didáctica del inglés
- Programa de Maestría en Antropología Aplicada

#### Unidad Académica Cozumel
Maestría en Gestión Sustentable del Turismo